# Étangs de Villepey
Les étangs de Villepey sont une zone lacustre et lagunaire, située dans la commune de Fréjus, à proximité de l'embouchure de l'Argens, et du quartier de Saint-Aygulf. Cette zone de près de 260 hectares abrite une faune et une flore variées.

## Géographie
Situés dans la plaine inondable de l'Argens entre le massif des Maures et le Massif de l'Esterel, les étangs de Villepey se trouvent entièrement dans la commune de Fréjus. Ils occupent un espace compris entre le fleuve Argens et les contreforts des Maures, en rive droite du cours d'eau. 
Les étangs se composent de trois zones écologiquement bien distinctes :
- Une zone dunaire : située au sud, entre les étangs et la mer Méditerranée toute proche
- Une zone marécageuse proprement dite
- une zone de transition entre les étangs et la plaine, plutôt boisée.

La zone, et les étangs sont traversés par le Bras de l'étang de Villepey, cours d'eau de 5 km, qui prend sa source sur la commune de Roquebrune-sur-Argens, au nord des étangs.
Les étangs communiquent avec la mer par le grau de la Galiote, une ouverture naturelle du lido qui occupe le front de mer, mais qui a tendance à s'ensabler.

### Accès
Le site est accessible par la route départementale 1098 (ancienne RN98), au sud, en bord de mer, aussi que par la route départementale 7, en bordure ouest. L'accès aux étangs eux-mêmes se fait essentiellement par voie pédestre ou équestre.

## Protection et activités

### Gestion du lieu
Cet espace de 259 hectares appartiennent au Conservatoire du Littoral qui les gère par convention avec la commune de Fréjus, dont les services assurent le gardiennage et l'aménagement. L'acquisition des terrains s'est faite en 2 phase, en 1982 puis en 1997.

### Histoire
Comme l'ensemble du littoral de la commune de Fréjus, notamment au niveau de Port Fréjus, la zone des étangs de Villepey a évolué au cours du temps. À l'époque romaine, la zone marécageuse n'existait pas, le front de mer a bougé de 1 200 m. Les vestiges du port romain de Fréjus se situent aujourd'hui plus dans les terres. Ces modifications sont également liées aux modifications du cours de l'Argens, tout proche.

### Protection
Les étangs de Villepey sont répertoriés en Zone naturelle d'intérêt écologique, faunistique et floristique (Z.N.I.E.F.F) et au réseau européen Natura 2000. Ils sont également désignés comme site Ramsar, depuis le 15 septembre 2008.

### Activités
Les activités humaines ont longtemps été liées à l'agriculture, avec la présence de cultures maraichères et de vergers, aussi que l'élevage. C'est encore le cas, de nos jours, dans la plaine de l'Argens, au nord des étangs.
L'activité est maintenant tournée vers le tourisme, avec la présence de nombreux campings de grandes dimensions, sur les rives mêmes d'une partie des étangs. Le Conservatoire du littoral, en relation avec la mairie de Fréjus, a mis en place des sorties découvertes.

## Faune

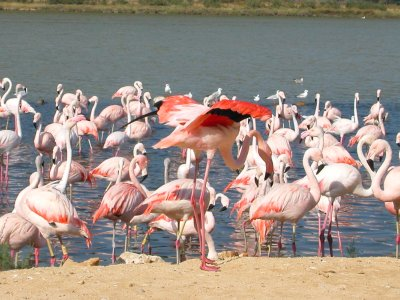
Flamants roses

Zone humide d'importance, entre la Camargue et la frontière italienne, les étangs de Villepey hébergent près de 220 espèces d'oiseaux, dont une partie migrateurs. Sont donc présents aussi bien des flamants roses, que des rapaces ou des passereaux. 
Les animaux terrestres sont également diversifiés, avec la présence de tortues cistudes, de ragondins, mais également de nombreux insectes. 
La situation géographique des étangs en fait un milieu aquatique à la salinité variable, selon qu'ils subissent l'influence de l'Argens et d'autres cours d'eau secondaires, ou de la Méditerranée. Les populations piscicoles varient donc en conséquence, de même que les oiseaux, certaines espèces étant peu adaptées à une salinité relativement forte.

## Flore

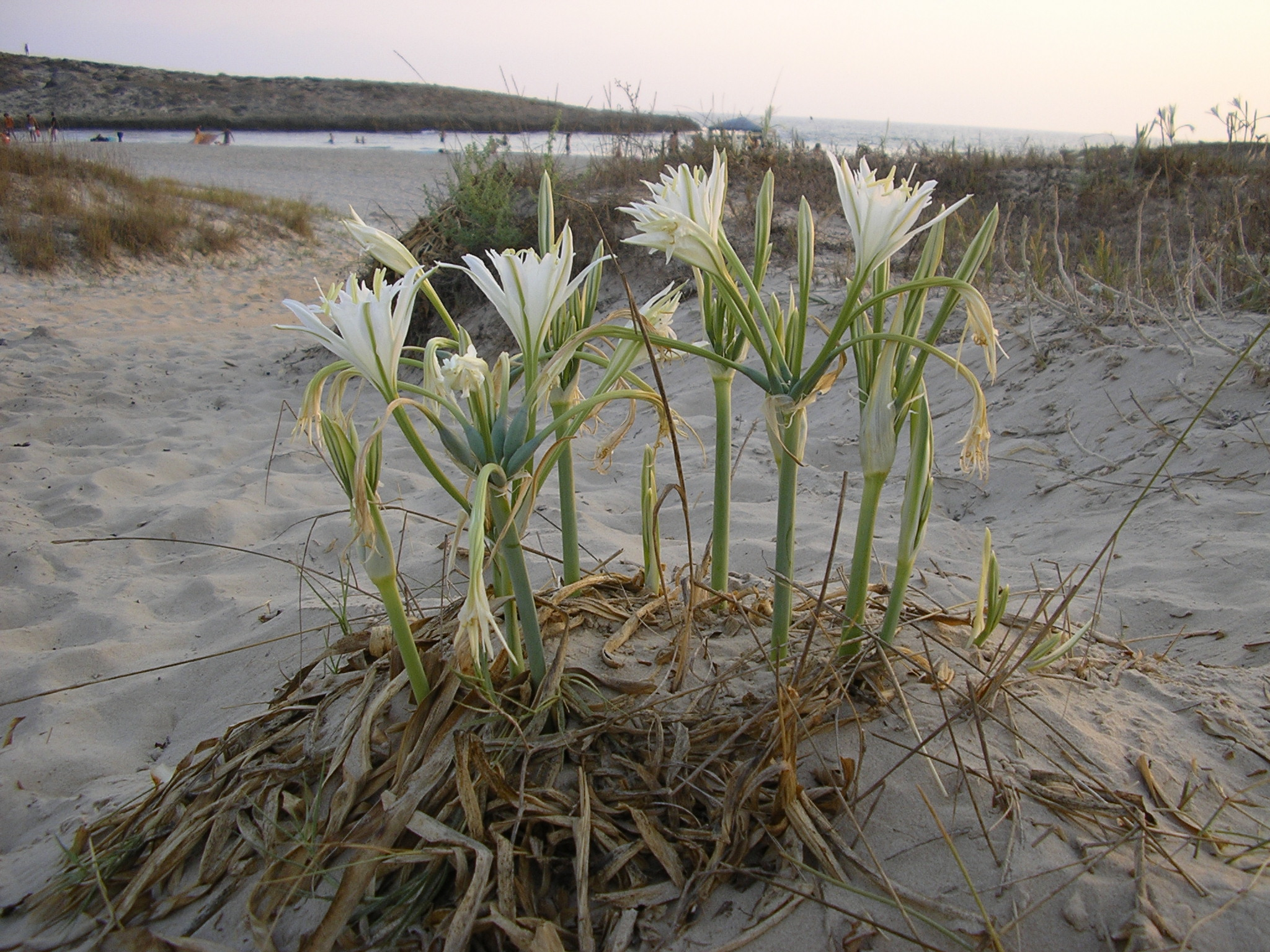
Lis de mer

La flore est également diversifiée. La zone dunaire abrite des plantes comme l'échinophore épineuse, le panicaut bleu, le lys de mer. Dans la zone boisée, on compte la présence de certaines espèces d'orchidées, telles que les sérapias, ou les céphalanthères. Entre ces deux zones, des plantes comme la salicorne, la saladelle, l'inule faux crithme, l'aster maritime, l'obione, ont été dénombrées.